# 巴利夫卡 (波爾塔瓦區)
49°22′54″N 34°25′18″E / 49.38167°N 34.42167°E
巴利夫卡（烏克蘭語：Балівка）是烏克蘭中部波爾塔瓦州波爾塔瓦區的村落，處於沃爾斯克拉河左岸，距離杜比納2公里，面積1.016平方公里，2001年人口65。